# Banksia ericifolia
Banksia ericifolia là một loài thực vật có hoa trong họ Quắn hoa. Loài này được L.f. miêu tả khoa học đầu tiên năm 1782.